# Orden Parasat
| Orden Parasat |
| ------------- |
| Orden         |
| Bandschnalle  |

Der Orden Parasat (kasachisch Парасат ордені, russisch Орден Благоро́дства) ist eine Ehrenmedaille der Republik Kasachstan. Sie wurde nach der Unabhängigkeit Kasachstans im Jahr 1993 eingeführt.

## Vergabe
Vergeben wird der Orden an kasachische Staatsbürger für herausragende Leistungen in den Bereichen Wissenschaft und Kultur, Literatur und Kunst und an Menschen, die einen großen Beitrag zur spirituellen und intellektuellen Entwicklung Kasachstan beigetragen haben sowie an Personen, die aktive Bemühungen für die Menschenrechte und den Schutz sozialer Interessen unternommen haben.

## Bisherige Träger (Auswahl)
- Achmetschan Jessimow, Politiker
- Imanghali Nurghaliuly Tasmaghambetow, Politiker
- Herold Belger, Schriftsteller, 1994
- Rosa Dschamanowa, Sopranistin, 2001